# Die Verführerin Adele Spitzeder

Die Verführerin Adele Spitzeder est un téléfilm germano-autrichien de 2012. Ce film historique, basé sur l'histoire vraie d'Adele Spitzeder, a été diffusé pour la première fois sur ARD le 11 janvier 2012. Il a été vu par 3,93 millions de téléspectateurs, ce qui correspond à une part de marché de 12,1 %.

## Histoire
Lorsque l'actrice Adele Spitzeder arrive à Munich en 1865, sa situation semble sans issue. Totalement démunie, elle emprunte de plus en plus d'argent à des taux d'intérêt toujours plus élevés pour survivre. La spirale vers la pauvreté absolue ne cesse de s'aggraver. Mais Adèle ne renonce pas. Au lieu de cela, elle promet les intérêts les plus élevés à toutes les personnes qui investissent leur argent dans sa nouvelle Dachauer Bank. Malgré les résistances initiales, elle parvient à s'imposer et de plus en plus de personnes investissent leur argent chez elle. Le succès d'Adèle suscite également de nombreuses jalousies malveillantes.

## Fiche technique
- Réalisation : Xaver Schwarzenberger[2]

## Distribution
- Birgit Minichmayr : Adele Spitzeder[2]
- Sunnyi Melles : Betty Vio[2]
- Alicia von Rittberg : Therese Ederer[2]
- Maximilian Krückl : Georg Zeitler[2]
- Florian Stetter : Balthasar Engel[2]
- Marianne Sägebrecht : Edeltraud Staller[2]
- Karlheinz Hackl : Eduard Pohlheim[2]
- Paula Kalenberg : Silvia Berency[2]